# شویا
شهر شویا (به روسی: Шуя) در کشور روسیه و در اوبلاست ایوانوف واقع شده‌است.